# Chiesa della Santissima Annunziata (Messina)
La chiesa della Santissima Annunziata  è stata una chiesa della città di Messina. Costruita nel 1607, fu abbellita nel 1660 da Guarino Guarini. Venne distrutta, in parte, dal sisma del 1783. Restaurata ed aperta al culto, nel 1796, fu distrutta, insieme all'adiacente collegio dei Teatini dal terremoto del 1908. Occupava l'attuale area della chiesa di Sant'Antonio Abate sul Corso Cavour.

## Storia
I Teatini giungono a Messina nel 1607. I seguaci di Gaetano da Thiene sono accolti presso le dipendenze della chiesa della Santissima Annunziata dei Catalani o di «Castellammare», in seguito presso la contrada dell'Uccellatore. Trasferiti nelle case del nobile Anton Cesare Aquilone, grazie ai lasciti di Giovanna Cibo-Tomasello e La Rocca, contessa di Naso, e dall'appoggio dell'arcivescovo Simone Carafa edificarono tempio e casa.
L'intervento guariniano potrebbe essere stato limitato alla sola facciata, e forse alla cupola, come completamento di un corpo di fabbrica sostanzialmente già costruito a una navata, a imitazione della chiesa madre dell'ordine: Sant'Andrea della Valle a Roma.
La facciata fu progettata da Guarini intorno al 1660, durante il suo soggiorno a Messina le cui date sono incerte. L'architetto non fece in tempo a seguire completamente la costruzione. La chiesa, infatti, faceva parte di un più vasto complesso che comprendeva il Collegio dei Teatini, progettato anch'esso da Guarini, ma costruito però successivamente alla sua partenza da Messina.
Con questa facciata Guarini introdusse, di fatto, il barocco a Messina ed in Sicilia tra molte perplessità dei contemporanei.

### Epoca contemporanea
Il terremoto di Messina arrecò notevoli danni alle strutture. L'intero aggregato teatino fu demolito. Sull'area del primitivo tempio è stata edificata la chiesa di Sant'Antonio Abate.

## Profilo architettonico

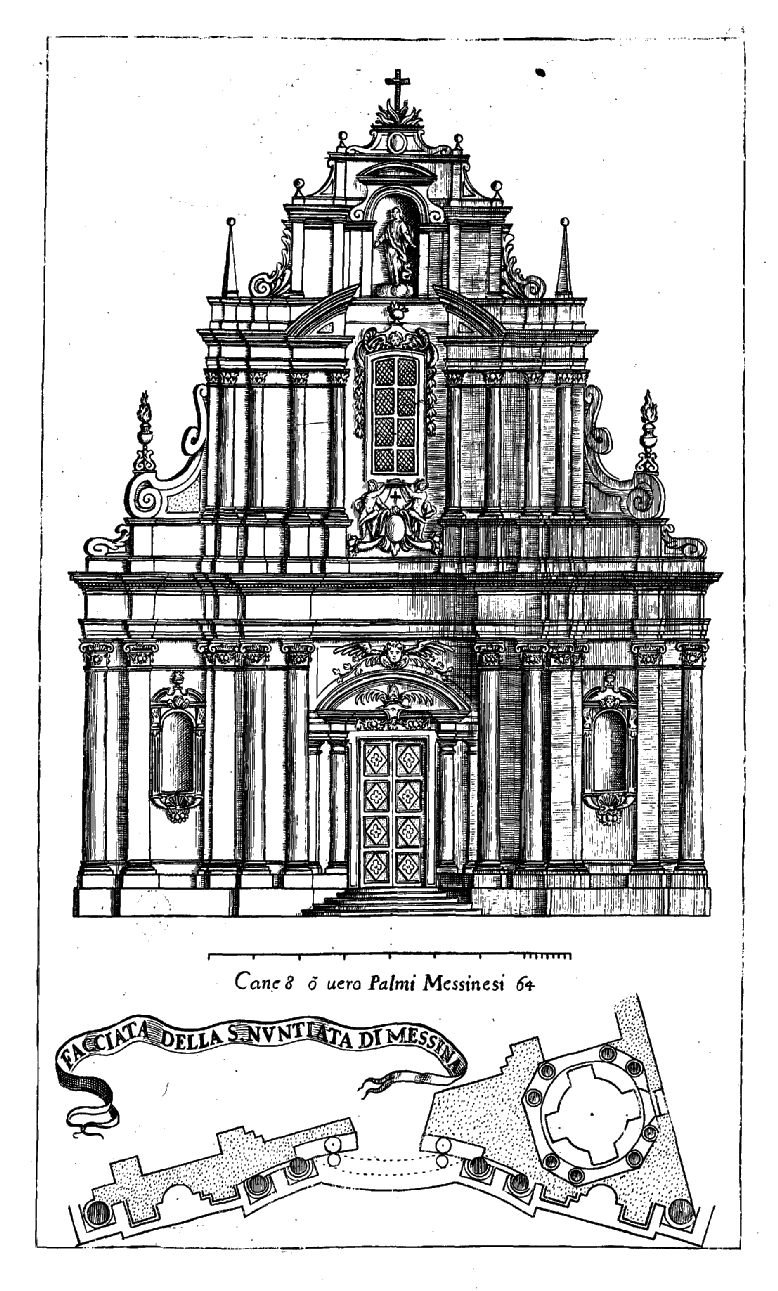
Chiesa della Santissima Annunziata, disegno di Guarino Guarini.

La chiesa aveva una facciata concava ed un curioso campanile arretrato tra la facciata e la navata. Il progetto di Guarini dovette tener conto del corpo preesistente da completare e del diverso orientamento dello spazio esterno, per cui la facciata presentava un'insolita rotazione, risolta con l'introduzione di un campanile in posizione asimmetrica.
L'alta facciata a tre ordini sovrapposti decrescenti, presenta una sagoma piramidale e una superficie concavo-convessa di derivazione borrominiana modulata secondo una geometria complessa che non corrisponde ai canoni classicisti.
La facciata farà da modello, dopo diversi decenni, a molte chiese siciliane del XVIII secolo.
L'interno a pianta circolare era caratterizzato da una spericolata cupola che potrebbe essere un anticipo di quelle poi realizzate a Torino.
Mentre nell'ambiente artistico siciliano del periodo era ampiamente diffusa la decorazione ad intarsio marmoreo con violenti effetti cromatici, il luminoso interno della Santissima Annunziata presentava pareti decorate da bianchi fregi di stucco secondo uno stile nuovo per Messina, che non mancherà di influenzare gli sviluppi del barocco siciliano.

## Interno

### Abside

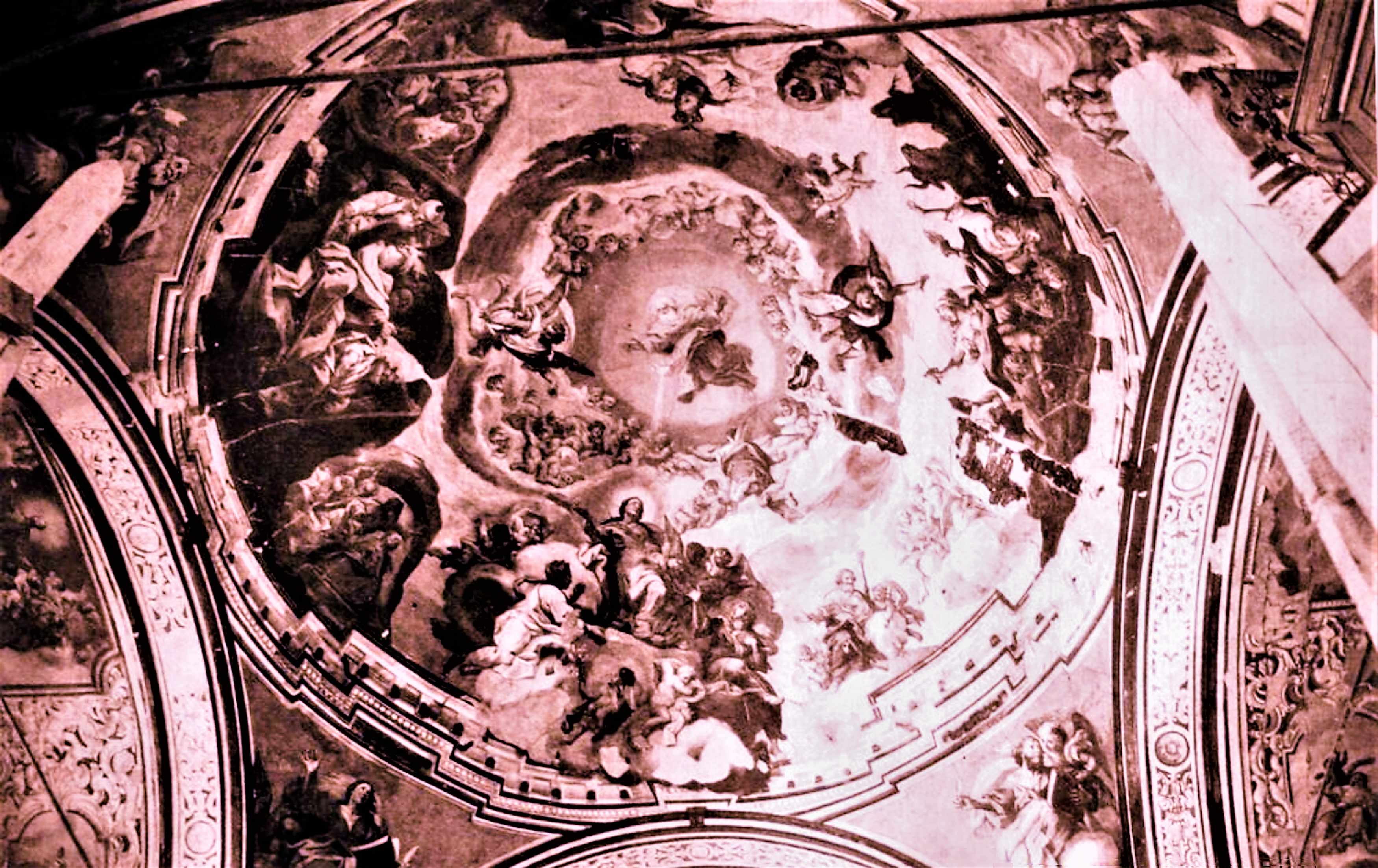
affreschi

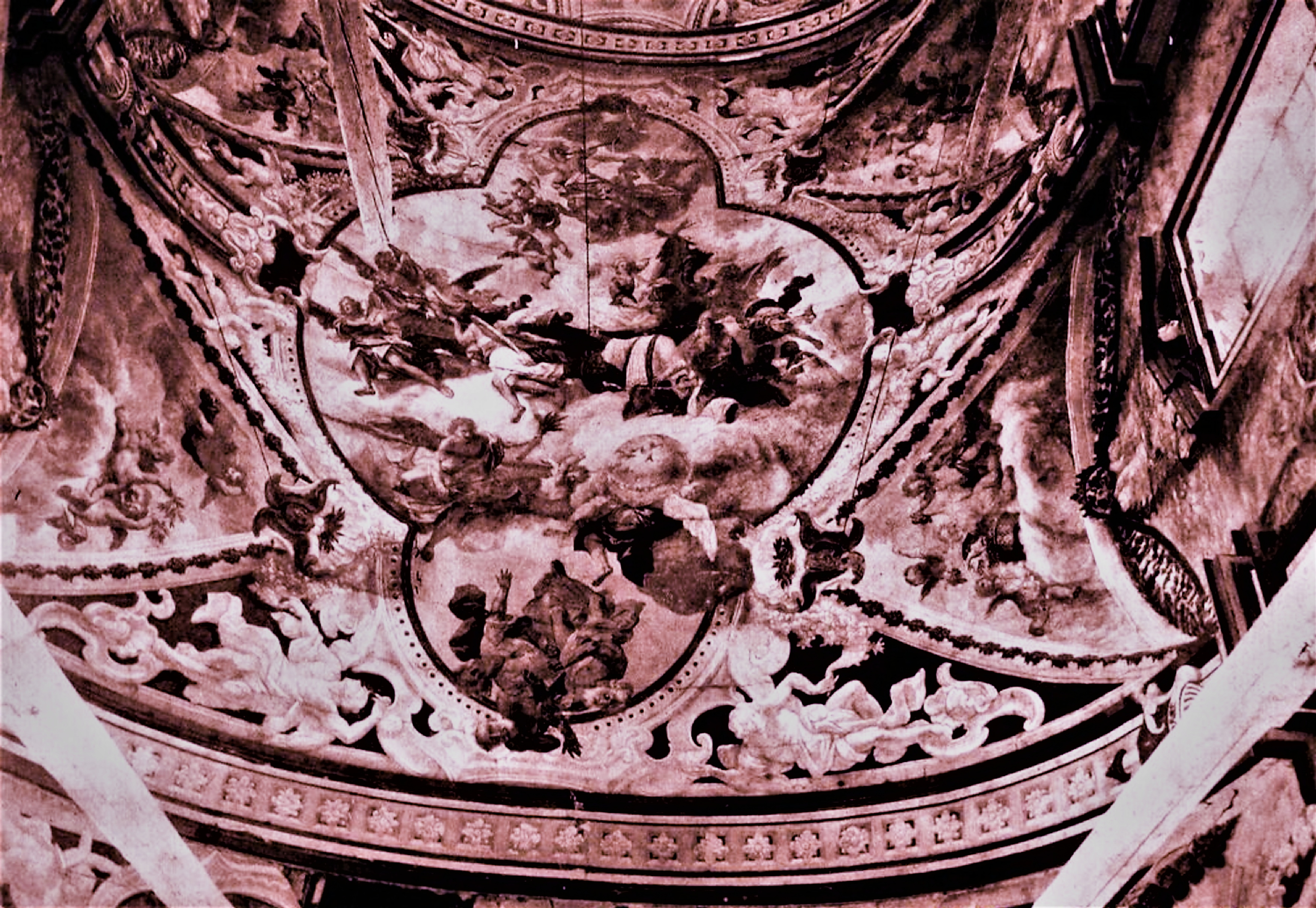
affreschi

Gli affreschi delle volte di Filippo Tancredi furono eseguiti nel 1709. Nell'ambiente sono documentate numerose tele ed altri affreschi di artisti locali tra cui Giuseppe Paladino, Andrea Suppa e Giovanni Quagliata.
L'altare maggiore nel presbiterio costituiva un superbo apparato in marmi mischi. Nella sopraelevazione era collocato il dipinto raffigurante l'Assunzione della Vergine Maria, opera di Andrea Suppa, il dipinto raffigurante il Transito di San Giuseppe opera di Andrea Quagliata. I quadri a ornamento del coro nella zona absidale  raffiguranti episodi della vita della Vergine: Nascita, Presentazione, Purificazione, Assunzione erano opere di Giovanni Quagliata.
Completavano la rassegna il Transito della Vergine, dipinto su tela, opera di Giovanni van Houbraken. La Visitazione, opera di Giuseppe Paladino.

### Navata
- Cappella del Santissimo Crocifisso, gli affreschi delle volte opere di Giovanni Fulco.[5][17][18]
- Cappella di San Gregorio Taumaturgo, gli affreschi delle volte opere di Giovanni Fulco. Il ciclo di dipinti raffiguranti San Gregorio ferma la peste, Morte di San Gregorio, Santissima Trinità, Virtù, opere di Andrea Suppa.[5][17][18][19]
- Cappella di San Gaetano di Thiene, manufatto con superbo apparato in marmi mischi, alla parete il dipinto raffigurante la Vergine con San Gaetano, opera di Agostino Scilla.[5][18] La statua lignea di San Gaetano di Thiene è custodita nella chiesa di San Francesco dei Mercanti.
- Cappella dell'Assunta: affreschi raffiguranti lo Sposalizio della Vergine e l'Incoronazione di Maria tra la Maddalena e i santi Orsola, Cerasia, Lorenzo, Domenico e Francesco, eseguiti da Giovanni Quagliata[20].
- Cappella di Sant'Antonio di Padova, ambiente affrescato con ciclo opera di Agostino Scilla.[21]

Sepolcro, manufatto marmoreo, monumento funebre di Simone Carafa † 1676, arcivescovo di Messina, opera di Innocenzo Mangani.
Sepolcro, manufatto marmoreo, monumento funebre di Giovanna Cibo e La Rocca † 1639, contessa di Naso, patrocinatrice del tempio e della Casa Teatina.
- XVII secolo, "Nascita della Vergine", dipinto, opera documentata di Giovanni Simone Comandè.[22]

## Collegio dei Teatini
Collegio dei Chierici regolari Teatini e "Prima Casa" dell'Ordine.
Gli ambienti del chiostro ospitavano le congregazioni sotto il titolo della «Nascita della Vergine Santissima», di «San Giacomo Apostolo» e quella dei «Nobili».

## Congregazione della Nascita della Vergine Santissima
La Congregazione della Nascita della Vergine Santissima era costituita da mercanti. L'Oratorio era abbellito con affreschi di Giovanni Fulco, dipinti dello stesso autore e di Giovanni Tuccari

## Congregazione di San Giacomo Apostolo
L'Oratorio della Congregazione di San Giacomo Apostolo era abbellito con dipinti raffiguranti la Presentazione al tempio, opera di Alonso Rodriguez; San Giacomo, dipinto collocato sull'altare maggiore, opera attribuita a Giovanni Quagliata.

## Congregazione dei Nobili
Oratorio della Natività dei Forensi.
- XVIII secolo, Ciclo, dipinti, opere di Filippo Tancredi.[17]
- XVII secolo, Natività, dipinto, opera di Giovanni Fulco.[17]
- XVII secolo, Ciclo, affreschi, opere di Giovanni Fulco.[17]

## Galleria d'immagini

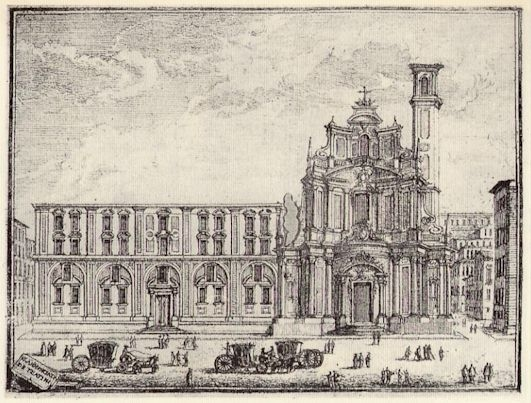
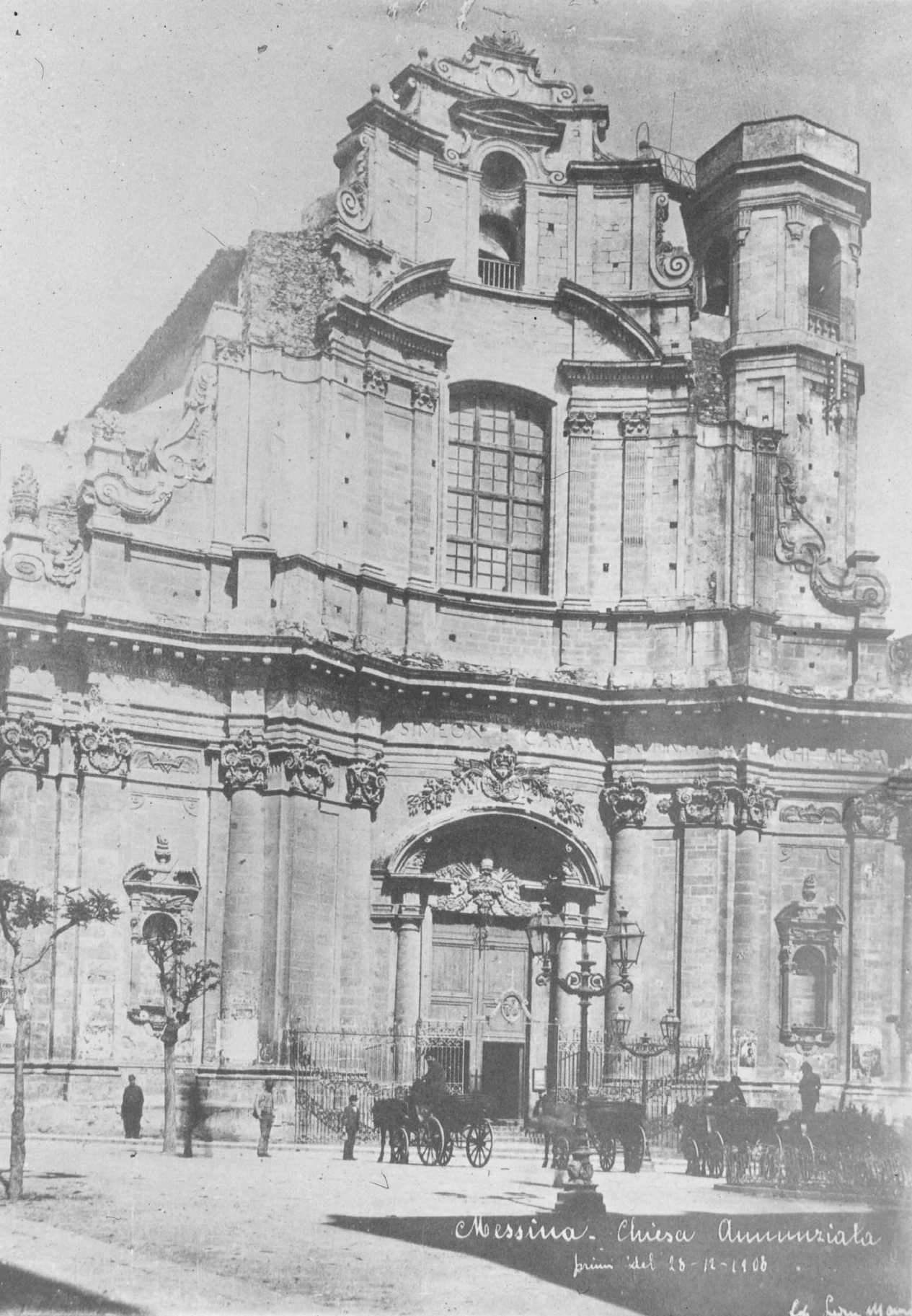